# Mantidactylus mocquardi
Mantidactylus mocquardi är en groddjursart som beskrevs av Angel 1929. Mantidactylus mocquardi ingår i släktet Mantidactylus och familjen Mantellidae. IUCN kategoriserar arten globalt som livskraftig. Inga underarter finns listade i Catalogue of Life.